# UB-48号潜艇
陛下之UB-48号艇是德意志帝国海军于第一次世界大战期间建造的UB-III型近岸潜艇或称U艇的首艇。它由汉堡的布洛姆与福斯船厂承建，于1917年1月6日新船下水，至同年6月11日交付使用。其全长55.3米，水面及水下排水量分别为516吨和651吨，艇载武器则包括五具500毫米鱼雷发射管以及一门88毫米口径甲板炮。
UB-48号的整个服役生涯都是在驻奥匈帝国海军基地普拉的地中海区舰队度过，并参与了地中海潜艇战。在9次巡逻期间，该艇累计击沉合共107795总吨的33艘协约国或中立国商船以及2艘辅助军舰，是在地中海服役的最成功U艇之一。1918年10月28日，随着奥匈帝国投降，UB-48号在普拉附近被凿沉。

## 设计
UB-48号是UB-III型潜艇的首艇，由德意志帝国海军潜艇监察局于1916年5月20日向汉堡的布洛姆与福斯船厂订购，至1917年1月6日下水。其全长55.3米，舷宽5.8米。艇体采用双壳体结构，水面及水下排水量分别为516吨和651吨，浮起时的吃水深度为3.68米。由于无需像UC-II型艇那样提供水雷布设装置，设计工程师对潜艇舷弧进行了优化，增大了司令塔体积，配备两具潜望镜，司令塔与控制室之间增加一道水密舱壁。这些改进显著提高了潜艇的水下机动性和生存力。为了达到更高的航速，UB-48号采用两台猛狮六缸四冲程550匹公制馬力（405千瓦特）柴油机用于水面运行，以及两台394匹公制馬力（290千瓦特）的西门子-舒克特电动发电机用于水下航行；水面最高航速13.6節（25.2每小時），水下8節（15每小時）；能够在水面以6節（11每小時）航速续航9,040海里（16,740），或以4節（7.4每小時）连续在水下航行55海里（102）而无需充电。
UB-48号的主武器为五具500毫米艇艏鱼雷发射管，其中艇艏四具分居两侧采用层叠式布局、艇艉一具，并可搭载合共10枚G6型鱼雷。辅助武器则是一门88毫米30倍径速射炮。其标准船员编制为3名军官加31名水兵。

## 服役历史
1917年6月11日，UB-48号在前UB-47号艇长、时年29岁的海军中尉沃尔夫冈·施泰因鲍尔的指挥下正式入役，随即展开海试。完成海试后，该艇于8月6日从基尔启程，独力巡逻前往地中海。在突破直布罗陀海峡前，UB-48号共击沉容积总吨为17861吨的7艘协约国或中立国商船和1艘199总吨的英国皇家海军Q船奖品号，然后于9月2日抵达卡塔罗并加入地中海潜艇区舰队。
在地中海服役期间，UB-48号又完成了另外8次巡逻，足迹遍及利翁湾、热那亚湾、奥特朗托海峡、巴塞罗那以及圣彼得罗岛等地；期间共击沉26艘商船（88987总吨）和1艘辅助军舰（748总吨），并击伤了排水量高达18400吨的法国海军战列舰伏尔泰号，成为在地中海最成功的德国U艇之一。1918年10月28日，随着奥匈帝国投降，已无法撤回德国的UB-48号遂在普拉港内（44°52′N 13°50′E / 44.867°N 13.833°E）被凿沉。

## 袭击历史摘要

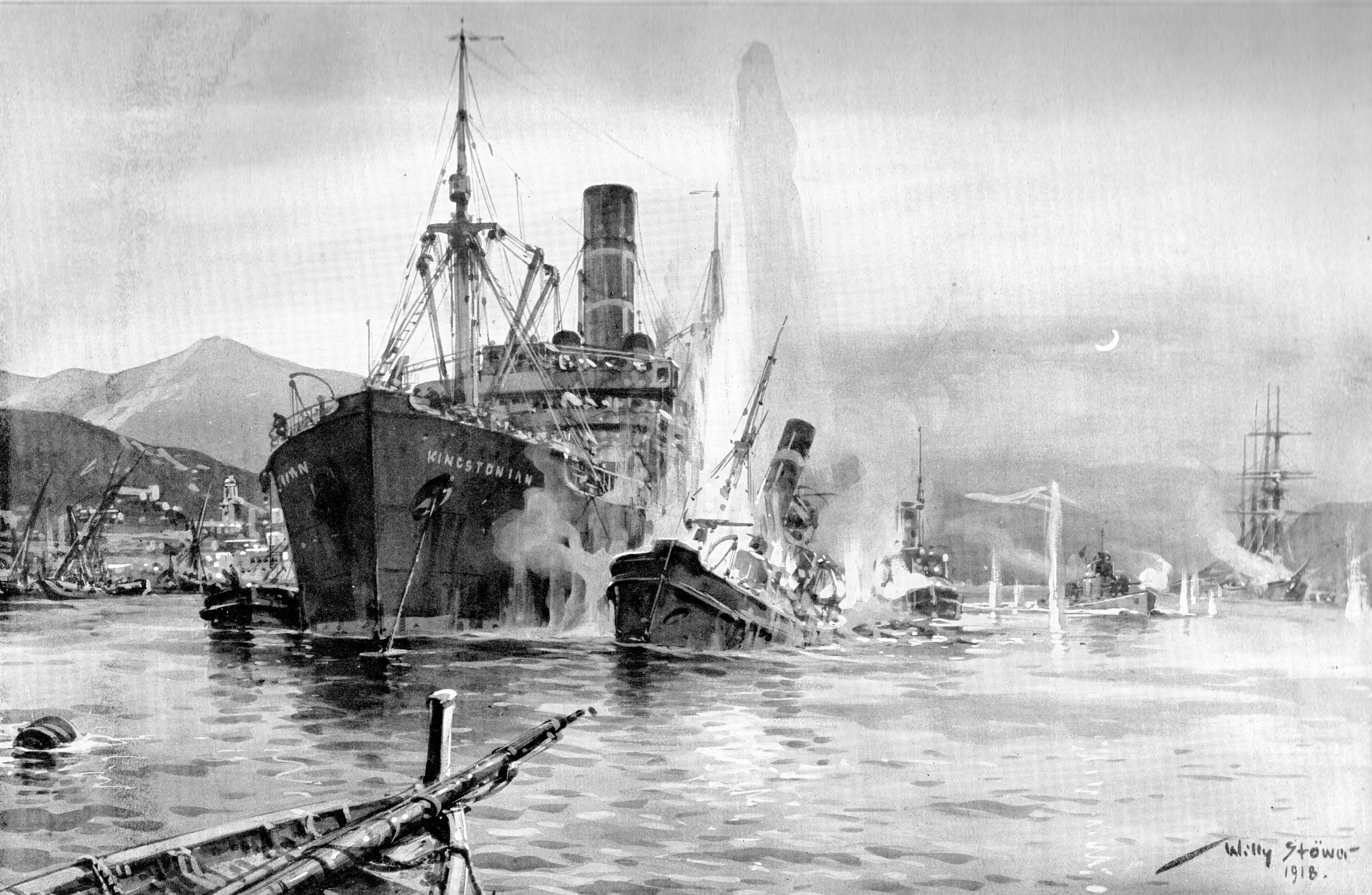
1918年4月29日，沃尔夫冈·施泰因鲍尔海军上尉率领UB-48号入侵意大利卡洛福泰港，摧毁了英国轮船金斯敦尼亚号、两艘英国打捞船和一艘法国驳船

| 日期           | 船名                  | 船籍         | 吨位  | 结局 |
| -------------- | --------------------- | ------------ | ----- | ---- |
| 1917年8月12日  | 罗阿诺克号            | 英国         | 4803  | 击沉 |
| 1917年8月14日  | 奖品号                | 英國皇家海軍 | 199   | 击沉 |
| 1917年8月18日  | 孔斯利号              | 挪威         | 5826  | 击沉 |
| 1917年8月20日  | 塞拉·多·马可号        | 葡萄牙       | 74    | 击沉 |
| 1917年8月20日  | 塞拉·多·皮拉尔号      | 葡萄牙       | 65    | 击沉 |
| 1917年8月23日  | 温拉顿号              | 英国         | 3270  | 击沉 |
| 1917年8月27日  | 哈索尔号              | 英国         | 3823  | 击沉 |
| 1917年10月2日  | 伊梅拉号              | 義大利       | 1172  | 击沉 |
| 1917年10月6日  | 巴里城号              | 義大利       | 1489  | 击沉 |
| 1917年10月9日  | 尼基号                | 希腊         | 511   | 击沉 |
| 1917年10月14日 | 瓦尔帕莱索号          | 義大利       | 4930  | 击沉 |
| 1917年10月19日 | 佩拉号                | 英国         | 7635  | 击沉 |
| 1917年10月20日 | 学院生号              | 英国         | 7520  | 击沉 |
| 1917年11月27日 | 格伦布里奇号          | 英国         | 3845  | 击伤 |
| 1917年12月4日  | 道勒斯号              | 英国         | 3016  | 击沉 |
| 1917年12月4日  | 耶拉西莫斯            | 希腊         | 3845  | 击沉 |
| 1917年12月8日  | 康索尔思号            | 英国         | 3756  | 击沉 |
| 1918年1月27日  | 神的旨意号            | 義大利       | 43    | 击沉 |
| 1918年1月30日  | 哈尔洛号              | 義大利       | 821   | 击沉 |
| 1918年2月2日   | 西莉亚号              | 英国         | 5004  | 击沉 |
| 1918年2月2日   | 埃迪利奥号            | 義大利       | 4719  | 击沉 |
| 1918年2月2日   | 新明斯特修道院号      | 英国         | 3114  | 击沉 |
| 1918年2月3日   | 阿布基尔号            | 英国         | 3660  | 击沉 |
| 1918年2月7日   | 斯特顿号              | 英国         | 4406  | 击沉 |
| 1918年4月26日  | 乌帕达号              | 英国         | 5257  | 击伤 |
| 1918年4月26日  | 金利奥波德号          | 法國         | 2300  | 击沉 |
| 1918年4月27日  | 罗姆人号              | 英国         | 3983  | 击沉 |
| 1918年4月27日  | 圣尚号                | 法国海军     | 287   | 击伤 |
| 1918年4月29日  | 金斯敦尼亚号          | 英国         | 6564  | 击沉 |
| 1918年4月29日  | 达尔基思号            | 英國皇家海軍 | 748   | 击沉 |
| 1918年4月29日  | 勃朗峰号              | 法國         | 988   | 击伤 |
| 1918年4月29日  | 驼鹿号                | 英國皇家海軍 | 208   | 击伤 |
| 1918年5月2日   | 富兰克林号            | 英国         | 4919  | 击沉 |
| 1918年5月2日   | 泰勒号                | 美国         | 3928  | 击沉 |
| 1918年5月5日   | 罗斯氏族号            | 英国         | 5971  | 击伤 |
| 1918年6月2日   | 圣安东尼奥号          | 義大利       | 389   | 击沉 |
| 1918年6月6日   | 克里斯托费罗·科伦坡号 | 義大利       | 264   | 击沉 |
| 1918年6月10日  | 尼韦尔奈号            | 法國         | 2555  | 击沉 |
| 1918年6月13日  | 彭哈洛号              | 英国         | 4318  | 击沉 |
| 1918年8月16日  | 巴尔干号              | 法國         | 1709  | 击沉 |
| 1918年8月18日  | 诺斯人号              | 丹麦         | 2417  | 击沉 |
| 1918年9月1日   | 明托男爵号            | 英国         | 4537  | 击伤 |
| 1918年9月1日   | 维佐峰号              | 義大利       | 4020  | 击伤 |
| 1918年10月18日 | 伏尔泰号              | 法国海军     | 18400 | 击伤 |

## 脚注
1. ↑  Rössler，第65頁.
2. 1 2  Helgason, Guðmundur. . German and Austrian U-boats of World War I - Kaiserliche Marine - Uboat.net.   [2022-04-17].
3. ↑  Gröner 1991，第25–30頁.
4. 1 2  Helgason, Guðmundur. . German and Austrian U-boats of World War I - Kaiserliche Marine - Uboat.net.   [2015-02-03].
5. 1 2 3 4  Gröner 1991，第25-30頁.
6. ↑  陈进，第239頁.
7. ↑  Helgason, Guðmundur. . German and Austrian U-boats of World War I - Kaiserliche Marine - Uboat.net.   [2009-03-06].
8. 1 2  NARS，第53頁.
9. 1 2 3  Helgason, Guðmundur. . German and Austrian U-boats of World War I - Kaiserliche Marine - Uboat.net.   [2010-01-25].